# Lista de deputados estaduais de Goiás da 11.ª legislatura (1.ª República)
Esta é uma lista que registram os  deputados estaduais por Goiás, que compuseram a 11.ª legislatura do Congresso Legislativo do Estado. Apenas três partidos existiam à época: o PRG (Partido Republicano de Goiás), PRF (Partido Republicano Federal), e PD (Partido Democrata). O Senado e Câmara Estaduais formavam o Congresso Legislativo. A legislatura foi interrompida na Revolução de 1930.

## Bancadas
| Partido | Líder                      | Bancada | Posição |
| ------- | -------------------------- | ------- | ------- |
| PD      | Octávio Monteiro Guimarães | 24 / 24 | Governo |

## Mesas diretoras
| Ano  | Presidente                 | 1º Vice-presidente       | 1º Secretário                    | 2º Secretário                    | 3º Secretário          | 4º Secretário               |
| ---- | -------------------------- | ------------------------ | -------------------------------- | -------------------------------- | ---------------------- | --------------------------- |
| 1929 | Octávio Monteiro Guimarães | João Baptista de Almeida | Joaquim Rufino Ramos Jubé Júnior | Benedicto Pinheiro de Abreu      | Ubirajara Ramos Caiado | -                           |
| 1930 | Octávio Monteiro Guimarães | João Baptista de Almeida | Iron da Rocha Lima               | Joaquim Rufino Ramos Jubé Júnior | Ubirajara Ramos Caiado | Benedicto Pinheiro de Abreu |

## Deputados estaduais
Os 24 deputados eleitos em pertenciam ao Partido Democrata (1909), eram estes:
| Partido |                                       |
| ------- | ------------------------------------- |
| PD      | Álvaro Paranhos de Mendonça           |
| PD      | Aquiles de Pina                       |
| PD      | Benedicto Pinheiro de Abreu           |
| PD      | Diógenes Honorato Pinheiro            |
| PD      | Emmanoel Xavier Rabello               |
| PD      | Gabriel de Campos Guimarães           |
| PD      | Francisco de Azevedo Bastos           |
| PD      | Iron da Rocha Lima                    |
| PD      | João Augusto Baptista Araújo          |
| PD      | João Baptista de Almeida              |
| PD      | Joaquim Rufino Ramos Jubé Júnior      |
| PD      | Joaquim Machado de Araújo             |
| PD      | Joaquim Augusto de Carvalho           |
| PD      | José Francisco dos Santos             |
| PD      | Jerônymo de Campos Curado Fleury      |
| PD      | Luiz de Barreto Corrêa Menezes Júnior |
| PD      | Marcondes de Godoy                    |
| PD      | Modestino Nunes da Silva              |
| PD      | Octaviano Rodrigues de Moraes         |
| PD      | Octávio Monteiro Guimarães            |
| PD      | Sílvio Gomes de Melo                  |
| PD      | Theódulo Alves de Castro              |
| PD      | Ubaldino Ferreira Rios                |
| PD      | Ubirajara Ramos Caiado                |